# Вулиця Пілотська (Хмельницький)
Ву́лиця Піло́тська пролягає від містечка обласної клінічної лікарні (район перехрестя з вул. Маршала Красовського), вздовж колишнього Старого Аеропорту (нині — масив індивідуальної забудови) до перетину з вул. Чорновола (мікрорайон Ближнє Ракове).

## Історія
Прокладена згідно з планом забудови міста від 1888 року. Назва пояснюється тим, що поблизу розташовувався аеродром, який діяв тут від років Першої світової війни (1914—1918 років) до середини 1980-х років. 1982 року став до ладу новий аеропорт на південній околиці міста (район Ружичної) і наступного року вул. Пілотську перейменували на вул. 60-річчя СРСР. В 1991 році вулиці повернена історична назва.

## Установи і заклади
- Пілотська, 1. Обласна клінічна лікарня. В 1930-х роках частину колишнього розсадника відвели під містечко міжрайонної лікарні, для якої побудували чотири невеличких корпуси. Згодом ця лікарня стала називатись 1-ша Радянська. В 1948 році 1-шу Радянську лікарню об'єднали з міською поліклінікою та надали найменування — обласна лікарня. Першим головним лікарем був призначений Ю. Горбанчук. У наступні роки на території лікарняного містечка відкриваються нові сучасні корпуси, відкривається кафедри створеного в 1979 р. Хмельницького факультету удосконалення лікарів. З лікарнею пов'язана доля відомих в Україні лікарів: Івана Ковалишина (1916—2003) — доктора медичних наук, травматолога-ортопеда, який у 1968 р. запатентував винахід світового значення — внутрішньокістковий фіксатор, а у 1972 р. став першим серед практикуючих лікарів-ортопедів України, який захистив докторську дисертацію, Миколи Чорнобривого (1918) — лікаря-хірурга, доктора медичних наук, професора, заслуженого лікаря України, Анатолія Суходолі (1959) — головного хірурга області, доктора медичних наук, та багатьох інших провідних лікарів, серед яких 11 кандидатів наук, 10 заслужених лікарів України.

- Пілотська, 2 Регіональний відділ Державної фіскальної служби у Хмельницькій області.
- Пілотська 8/1 Костел непорочного зачаття Діви Марії
- Пілотська,10 Торговий центр «7-ий континент»[1]